# توبياس بيرغرين
توبياس بيرغرين (بالسويدية: Tobias Berggren)‏ هو مترجم وشاعر سويدي، ولد في 1940 في ستوكهولم في السويد.